# Citocromo c
Il citocromo c, abbreviato cyt c, è una piccola emoproteina libera di diffondere nello spazio intermembrana, tra la membrana interna ed esterna dei mitocondri facente parte della classe dei citocromi c. È una proteina solubile, diversamente da altri citocromi, ed è un componente essenziale della catena di trasporto degli elettroni. È in grado di subire sia ossidazione sia riduzione, ma non lega l'ossigeno. Trasferisce un singolo elettrone dal complesso III al complesso IV. Consiste in una superfamiglia suddivisa in due famiglie di proteine.

## Variazione evoluzionistica
Il citocromo c è una proteina altamente conservatasi lungo lo spettro delle diverse specie ed è riscontrata in piante, animali e molti organismi unicellulari. Tutto ciò, insieme con la sua piccola dimensione (possiede peso molecolare di 12.400 dalton), la rende utile nello studio della cladistica. La sua struttura primaria consiste in una catena di 104 amminoacidi (nei lieviti 108). Il gruppo eme è legato alla catena proteica tramite due legami covalenti: uno con l'amminoacido cisteina e uno con l'amminoacido metionina; questi legami impediscono all'eme di legare l'ossigeno.
La molecola del citocromo c è stata studiata in relazione alle indicazioni che è in grado di fornire in biologia evolutiva. Sia le galline sia i tacchini possiedono una molecola identica (amminoacido per amminoacido) all'interno dei loro mitocondri, mentre le anatre possiedono molecole che differiscono per un amminoacido. Similmente, sia gli esseri umani sia gli scimpanzé possiedono una molecola identica, mentre il macaco rhesus possiede citocromi che differiscono per un amminoacido.

## Funzioni
Il citocromo c è in grado di catalizzare diverse reazioni come l'idrossilazione e l'ossidazione aromatica, e mostra attività perossidasica ossidando vari donatori di elettroni come l'ABTS, l'acido 2-cheto-4-tiometil butirrico e la 4-amminoantipirina.
Può trasferire un solo elettrone e qui è importante ricordare la funzione del Centro di Rieske presente al livello del complesso III. Questo funge da stazione di ritenzione di elettroni in quanto l'ubichinone, nella sua forma completamente ridotta (ubichinolo), trasporta due elettroni che quindi saranno in eccesso. Il Centro di Rieske, con il citocromo bL ed il citocromo bH, trattiene gli elettroni in eccesso in un ciclo, trasferendoli nuovamente all'Ubichinone evitando la perdita di questi elettroni e la conseguente formazione di specie reattive dell'ossigeno (Radicali dell'ossigeno).

### Ruolo nell'apoptosi
Il citocromo c è anche un intermedio nel processo di apoptosi, una forma di morte cellulare controllata sfruttato nell'ambito del fisiologico turnover cellulare o in condizioni legate alla risposta alle infezioni o a danni del DNA. Xiaodong Wang e il suo gruppo di lavoro scoprirono nel 1996 il ruolo del citocromo c all'interno del meccanismo apoptotico .
Il citocromo c è rilasciato dai mitocondri in risposta agli stimoli pro-apoptotici. Il rilascio di piccole quantità di cyt c provoca una interazione con il recettore IP3 (inositolo trifosfato) sul reticolo endoplasmatico, causando il rilascio di ioni calcio. L'aumento totale del calcio innesca un meccanismo a feedback positivo tale da provocare un rilascio di quantitativi citotossici di Ca2+ per interazione con il recettore IP3. Tale rilascio a sua volta attiva la caspasi 9, una cisteina proteasi. La caspasi 9 può quindi attivare le caspasi 3 e 7, che sono responsabili della morte delle cellule.